# 香雪制药

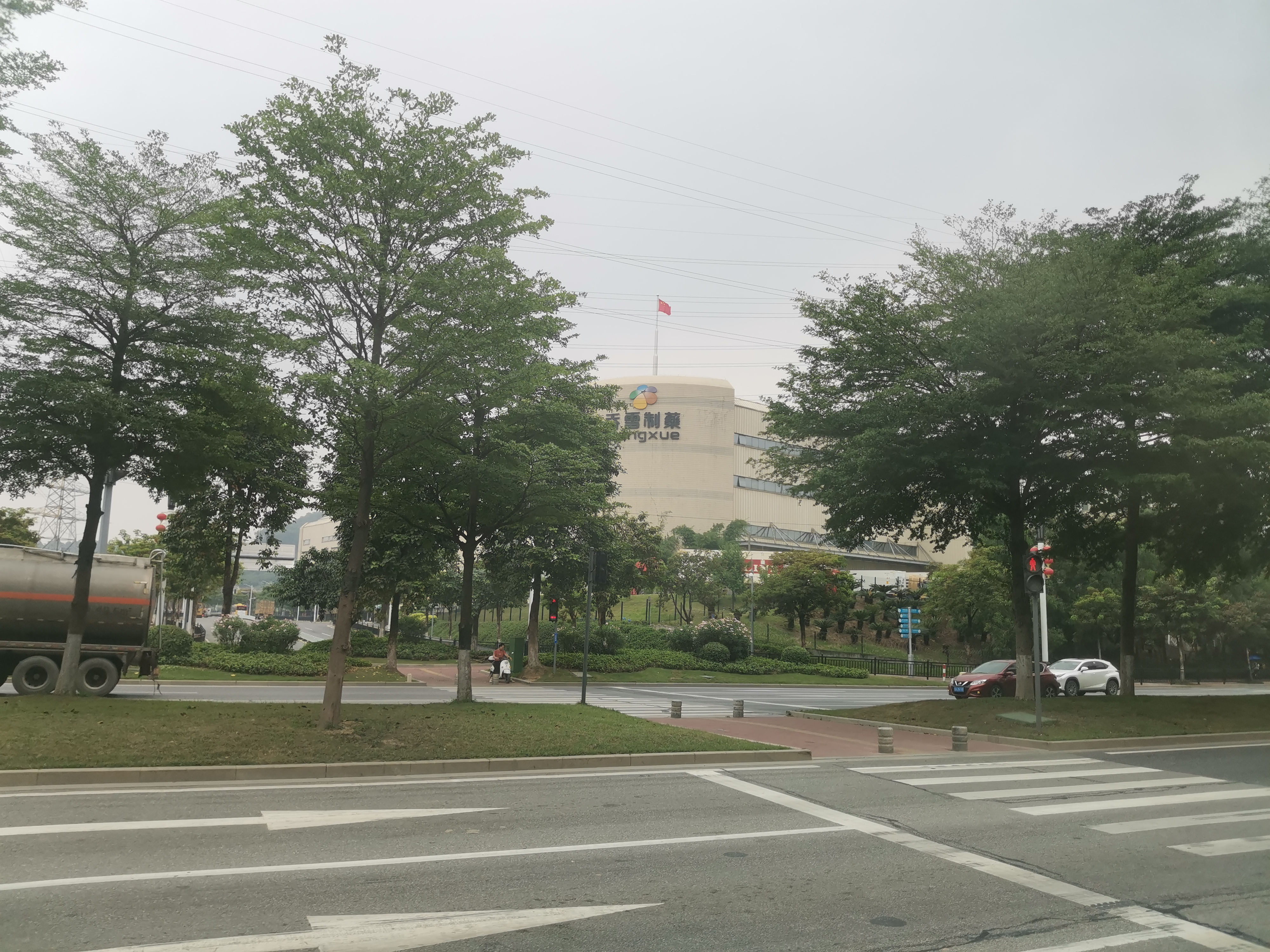
香雪制药公司云浦厂

广州市香雪制药股份有限公司（英語：Guangzhou Xiangxue Pharmaceutical Co., Ltd， 深交所：300147，简称：香雪制药），是一家中国大陆从事医药产业的公司，成立于1986年，公司原名广州萝岗制药厂，1997年更名为广州市香雪制药股份有限公司。该公司的名称“香雪”取自羊城八景之一萝岗香雪。2010年12月15日在深圳证券交易所创业板挂牌上市。
香雪制药在广东、北京、山西、四川、重庆、安徽、云南和宁夏等地设立十八间公司，拥有GMP生产基地和GAP药材种植基地，产品涵盖中药饮片、中成药、功能健康食品（饮料）、养生保健等领域。 “香雪”商标为中国驰名商标，2009年公司营业收入为3.79亿元人民币，净利润为5,205.53万元人民币。
该公司为2010年亚洲运动会独家药品供应商，2002-2003年间，该公司曾拥有广州香雪足球队（现为广州足球俱乐部）。

## 主要产品
- 抗病毒口服液
- 橘红痰咳液／煎膏
- 板蓝根颗粒
- 广东凉茶颗粒
- 亚洲汽水
- 粤抗1号凉茶饮料

## 争议事件
2019冠状病毒病疫情期间，香雪制药推出“粤抗1号”凉茶饮料，由五指毛桃、薏苡仁、茯苓、藿香、甘草精制而成，宣称可以预防2019冠状病毒病。香雪制药在其网站及微信公众号发布的内容中带有“疫情居家预防”“广州市卫健委推荐”“广州疫情中医药防控专家组连开”等。2020年4月，广州市黄埔区市监局对香雪医药进行调查，调查发现香雪医药无法提供材料证明广州市卫健委、广州疫情中医药防控专家组推荐过“粤抗1号”，无法提供材料证明“粤抗1号”有居家预防疫情的作用，更无法提供“5盒疗程装”用语表述的根据。广州市黄埔区市监局依法决定从轻处罚，责令香雪医药停止发布广告，在相应范围内消除影响，罚款30万元人民币。公司收到处罚决定后，也主动调整生产计划，更改下架相关广告，及时召回未流入市场流通领域的产品；对相关责任人员进行了处罚；同时组织工作人员对相关法律法规进行学习，完善内部管理制度与操作规程。截至公告披露日前，相关整改已完成。2022年5月22日，旗下直销子公司九极生物在对“天资韵胶原蛋白果味饮品”宣传时，因使用虚假表述构成违法广告，被监管部门处罚25万元。
2025年3月，香雪制药因旗下位于广州生物岛上的5栋别墅物业被相关政府部门拆除，未按规定确认拆除别墅产生的在建工程损失，导致2019年年度报告虚增利润5383.25万元，且连续五年出现年报虚假记载的问题，中国证监会广东监管局拟对香雪制药及多位高管处以合计2065万元人民币的罚款，实控人王永辉拟被采取5年市场禁入的措施，股票简称也于25日起变更为“ST香雪”。